# Roselawn
Roselawn – jednostka osadnicza w Stanach Zjednoczonych, w stanie Indiana, w hrabstwie Jasper.